# Mimmo Cuticchio
Mimmo Cuticchio (Gela, 31 marzo 1948) è un attore e regista teatrale italiano.

## Biografia

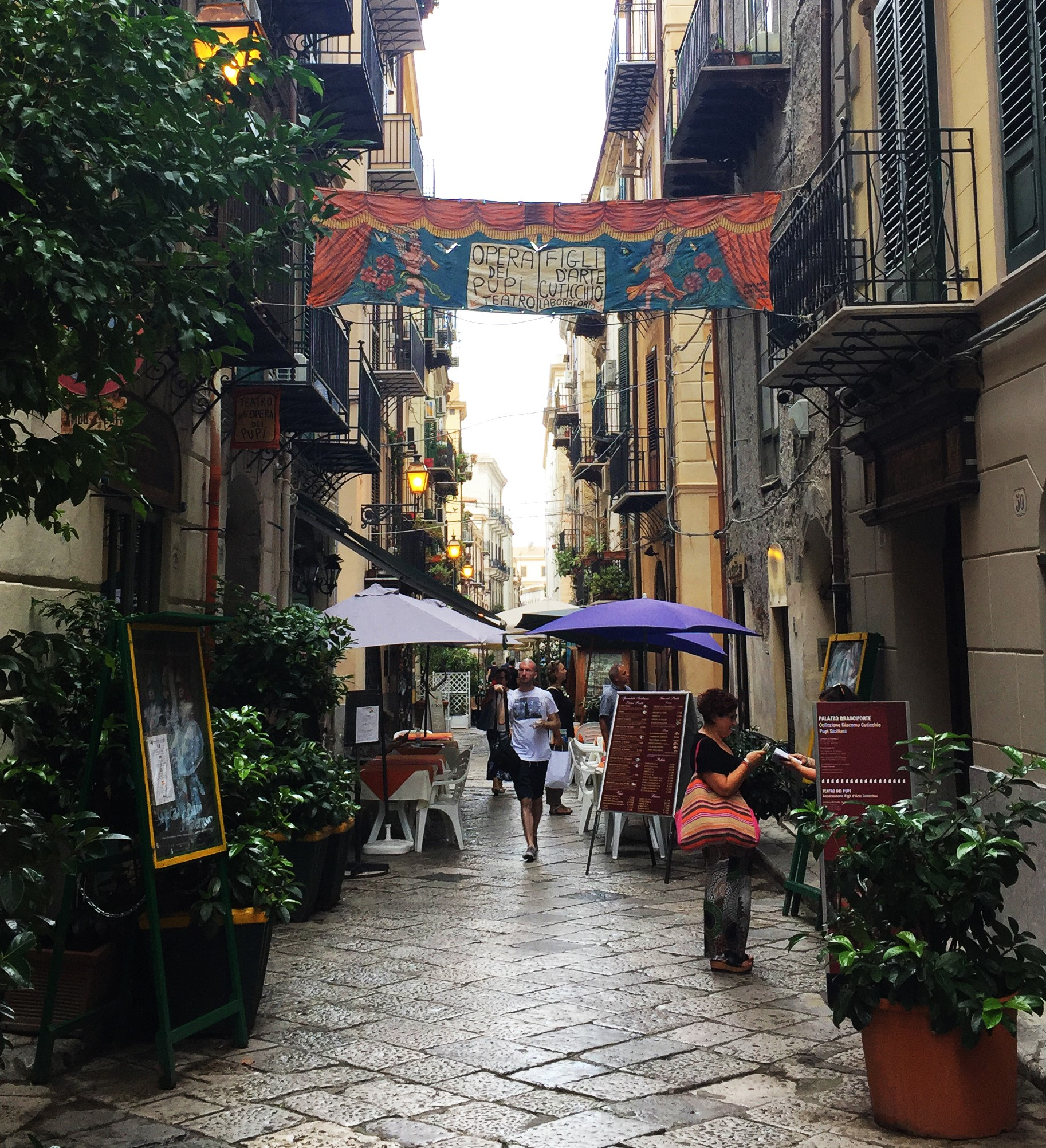
Insegna del teatro dei pupi di Mimmo Cuticchio a Palermo

Cuticchio è un importante erede della tradizione dei cuntisti siciliani e dell'Opera dei Pupi, oggi iscritta tra i Patrimoni orali e immateriali dell'umanità dell'UNESCO. 
Figlio del puparo Giacomo Cuticchio e di Pina Patti Cuticchio, nel 1973 apre a Palermo il Teatro dei Pupi Santa Rosalia. Nel 1977 fonda l'associazione "Figli d'arte Cuticchio", che si prefigge di salvaguardare l'arte dell'Opera dei Pupi.
È apparso nel 1990 nel film Il padrino - Parte III di Francis Ford Coppola e nel documentario Prove per una tragedia siciliana; ha partecipato al film Cento giorni a Palermo di Giuseppe Ferrara come voce narrante nel monologo finale da lui scritto, ed è stato coprotagonista del film Terraferma, di Emanuele Crialese. Nel 2007 vince il Premio Hystrio – Teatro Festival Mantova. 
È anche attore che sa alternare sulla scena il tono cantilenante del cantastorie con vari stili e registri.
Nel 2015 la collezione di Pupi siciliani iniziata dal padre è stata acquisita dalla Fondazione Sicilia, ed è ora esposta a Palazzo Branciforte.
Cuticchio ha di fatto creato una nuova generazione di allievi che si ispirano alla sua recitazione e allo stile del "cunto” siciliano.

## Filmografia
- Cento giorni a Palermo, regia di Giuseppe Ferrara (1984)
- Disamistade, regia di Gianfranco Cabiddu (1988)
- Il padrino - Parte III, regia di Francis Ford Coppola (1990)
- Prove per una tragedia siciliana, regia di Roman Paska (2009)
- Baarìa, regia di Giuseppe Tornatore (2009)
- Terraferma, regia di Emanuele Crialese (2011)
- Cha cha cha, regia di Marco Risi (2013)
- Nel nome del popolo italiano, regia di Maurizio Sciarra - docufilm, episodio Piersanti Mattarella (2017)
- Cùntami, regia di Giovanna Taviani - docufilm, (2021)

## Teatro
- Don Turi e Gano di Magonza, regia di Mimmo Cuticchio (1994)